# Leptinotarsa texana
Leptinotarsa texana är en skalbaggsart som beskrevs av Schaeffer 1906. Leptinotarsa texana ingår i släktet Leptinotarsa och familjen bladbaggar. Inga underarter finns listade i Catalogue of Life.

## Bildgalleri

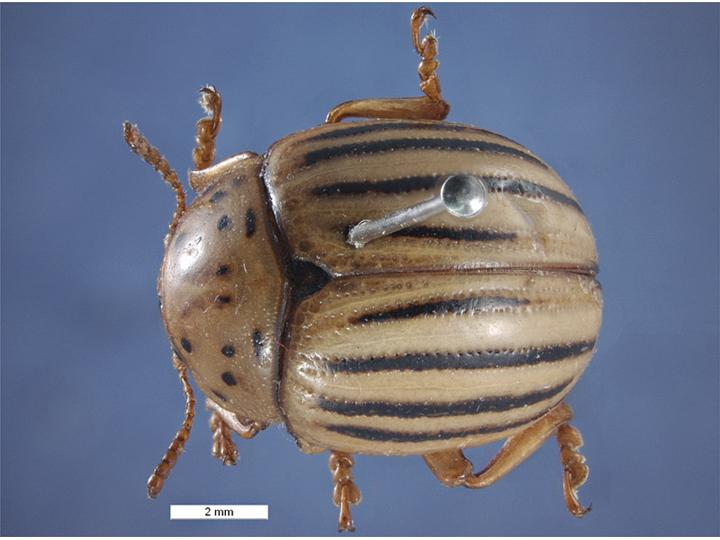
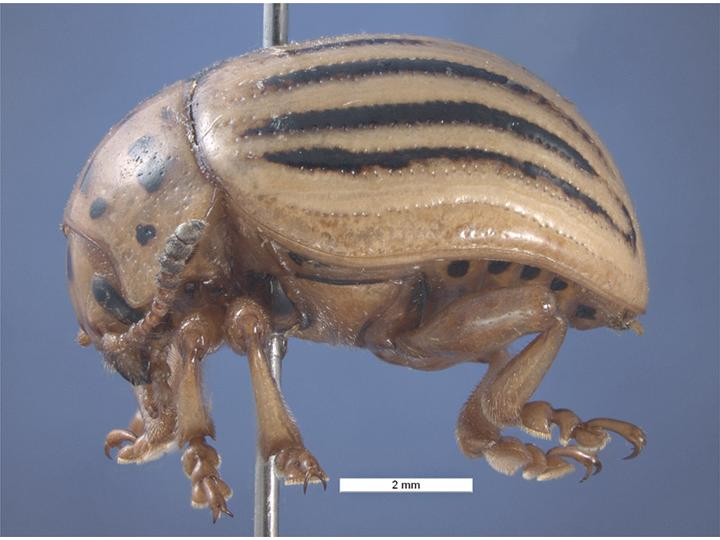
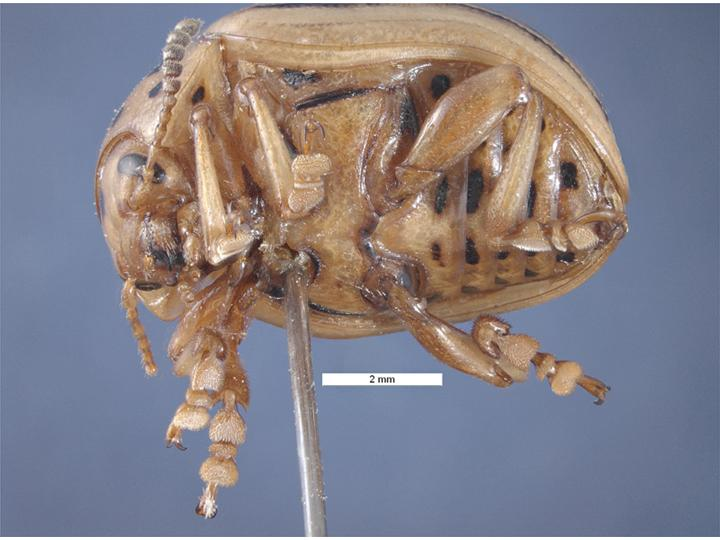